# Allen Hall
Allen Hall (Salt Lake City, 4 de maio de 1946) é um especialista em efeitos visuais estadunidense. Venceu o Oscar de melhores efeitos visuais na edição de 2006 por Forrest Gump, com Ken Ralston, George Murphy e Stephen Rosenbaum na edição de 2007 por Pirates of the Caribbean: Dead Man's Chest, ao lado de John Knoll, Hal Hickel e Charles Gibson.